# 龙大美食
山东龍大美食股份有限公司（深交所：002726，简称：龙大美食），曾用名为山东龙大肉食品股份有限公司，是从中國山東起家的一間食品加工上市企業。

## 历史
2003年成立，產品除內銷外還外銷日、韓、東南亞多國。2010年2月23日通過成為外資投資企業批准資格，2014年股票上市。龍大自費設立有CNAS評級合格的食品安全驗證中心，為加強食品安全質量控制，山東龍大引進荷蘭生產的屠宰及分割流水線技術。LONGDA（龙大）商标也成功申請中国驰名商标。
2014年8月俄羅斯宣布為因應烏克蘭事件西方制裁措施，採取反制禁止進口許多西方食品，龍大肉食宣布擴大俄羅斯市場投資布局。
2021年12月27日，龙大肉食于当日的“启新食代 预见未来”战略发布会暨合作伙伴大会上宣布更名为“龙大美食”，并将主营业务调整为预制菜品制作。

## 子公司
- 烟台龙大饲料有限公司
- 烟台龙大养殖有限公司
- 莒南龙大肉食品有限公司
- 烟台杰科检测服务有限公司
- 河南龙大牧原肉食品有限公司
- 山东神龙食品有限公司(日商合資)
- 山东日龙食品有限公司(日商合資)